# Maciej Skorża
Maciej Skorża (ur. 10 stycznia 1972 w Radomiu) – polski trener piłkarski. Obecnie prowadzi japoński klub Urawa Red Diamonds.
Czterokrotny mistrz Polski w piłce nożnej, jako trener Wisły Kraków (2007/2008, 2008/2009) oraz Lecha Poznań (2014/2015, 2021/2022), trzykrotny zdobywca Pucharu Polski, jako trener Dyskobolii Grodzisk Wielkopolski (2006/2007) oraz Legii Warszawa (2010/2011, 2011/2012), zdobywca Superpucharu Polski z Lechem Poznań (2015), Pucharu Ekstraklasy z Dyskobolią Grodzisk Wielkopolski (2006/2007) oraz mistrz Polski juniorów z Amicą Wronki (2002). Zdobywca Ligi Mistrzów AFC w sezonie 2023 z japońskim klubem Urawa Red Diamonds. Trener roku w Polsce w plebiscycie Piłki Nożnej (2011) oraz najlepszy trener Ekstraklasy w sezonie 2021/2022. W latach 2018–2020 selekcjoner reprezentacji olimpijskiej Zjednoczonych Emiratów Arabskich w piłce nożnej.

## Wykształcenie i kariera piłkarska
Jest absolwentem VI LO im. Jana Kochanowskiego w Radomiu oraz Akademii Wychowania Fizycznego w Warszawie. Przez krótki czas występował jako piłkarz na pozycji obrońcy. Grał w drużynach Radomiaka Radom oraz AZS-AWF Warszawa.

## Kariera trenerska

### Początki i współpraca z reprezentacjami narodowymi
Karierę trenerską rozpoczął w 1994, trenując grupy młodzieżowe w klubie CWKS Legia Warszawa. Po czterech latach pracy w Legii, został trenerem juniorów warszawskiego klubu. Przez dwa lata odbywał również staż w autonomicznym klubie Legia Warszawa, którego trenerem był wówczas Paweł Janas. Od 1998 samodzielnie prowadził klub piłkarski Szkoły Mistrzostwa Sportowego w Piasecznie.
W 1999 trafił do Amiki Wronki, gdzie zajmował się pracą z młodzieżą. W 2002 doprowadził juniorów starszych do mistrzostwa Polski. Przed sezonem 2002/03 został trenerem rezerwowej drużyny Amiki, zastępując na tym stanowisku Czesława Michniewicza. W kwietniu 2003, po przegranym spotkaniu z Obrą Kościan Skorża zapowiedział, że nie będzie już szkoleniowcem wronieckich rezerw. Następnie przez krótki okres był asystentem Mirosława Jabłońskiego w Wiśle Płock.
W latach 1997–1999 współpracował z Pawłem Janasem, prowadząc bank informacji w olimpijskiej reprezentacji Polski. W maju 2003 po raz kolejny został asystentem Janasa, tym razem w kadrze narodowej seniorów. Z tego stanowiska odszedł po nieudanych mistrzostwach świata 2006.

### Pierwsze samodzielne prace
W 2004, po zwolnieniu Stefana Majewskiego z posady pierwszego trenera Amiki ponownie podjął współpracę z tym klubem na stanowisku trenera-menedżera (pełniąc jednocześnie funkcję asystenta selekcjonera reprezentacji Polski). W listopadzie 2005 zrezygnował z funkcji trenera Amiki.
Od listopada 2006 trenował Dyskobolię Grodzisk Wielkopolski, z którą zdobył na finiszu sezonu 2006/07 Puchar Polski oraz Puchar Ekstraklasy. 13 czerwca 2007 podpisał kontrakt z Wisłą Kraków. Z klubem tym dwukrotnie, w sezonach 2007/08 i 2008/09, zdobył mistrzostwo Polski. W krakowskim klubie pracował do 15 marca 2010, kiedy został zwolniony ze stanowiska trenera Białej Gwiazdy po nieudanym początku rundy rewanżowej sezonu 2009/10. Zastąpił go Henryk Kasperczak.

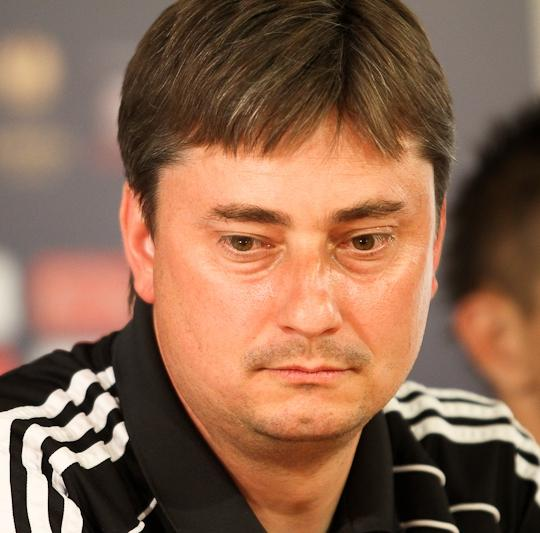
Skorża jako trener Legii w 2011

Od czerwca 2010, przez dwa kolejne sezony Skorża był trenerem Legii Warszawa, z którą dwukrotnie wygrał rozgrywki Pucharu Polski.

### Ettifaq FC
26 września 2012 został trenerem saudyjskiego klubu Ettifaq FC. W sezonie 2012/13 ligi saudyjskiej zajął z drużyną szóste miejsce. W czerwcu 2013 poinformował, że nie przedłużył kontraktu i odszedł z klubu.

### Powrót do Polski
27 sierpnia 2014 poznański Lech poinformował o zatrudnieniu Skorży od 1 września 2014. Jego asystentami zostali Tomasz Rząsa oraz Dariusz Żuraw. Z Lechem w sezonie 2014/15 zdobył mistrzostwo Polski, a wkrótce potem także Superpuchar Polski. 12 października 2015 został zwolniony.
23 maja 2017 Pogoń Szczecin ogłosiła, że Skorża zostanie następcą Kazimierza Moskala i poprowadzi zespół od początku okresu przygotowawczego do Ekstraklasy sezonu 2017/18. Kontrakt Skorży został rozwiązany za porozumieniem stron 30 października 2017. Zespół pod jego wodzą wygrał w lidze dwa mecze, zremisował trzy i dziewięć przegrał, zdobywając 11 bramek i tracąc 23, zdobywał też średnio 0,64 pkt. na mecz. Drużyna znalazła się na ostatnim miejscu w tabeli oraz odpadła z Pucharu Polski z I-ligową Bytovią Bytów.

### Zjednoczone Emiraty Arabskie U23
Od 19 marca 2018 do 28 lutego 2020 prowadził reprezentację olimpijską Zjednoczonych Emiratów Arabskich.

### Powrót do Poznania
10 kwietnia 2021 roku poznański Lech ogłosił, że Maciej Skorża przejmie obowiązki pierwszego trenera z dniem 12 kwietnia. W sezonie 2021/2022 zdobył z „Kolejorzem” mistrzostwo Polski; awansował również do finału Pucharu Polski, w którym przegrał z Rakowem Częstochowa. 23 maja 2022 podczas Gali Ekstraklasy, został nagrodzony statuetką w kategorii trener sezonu 2021/22. 6 czerwca 2022 odszedł z klubu z powodów osobistych.

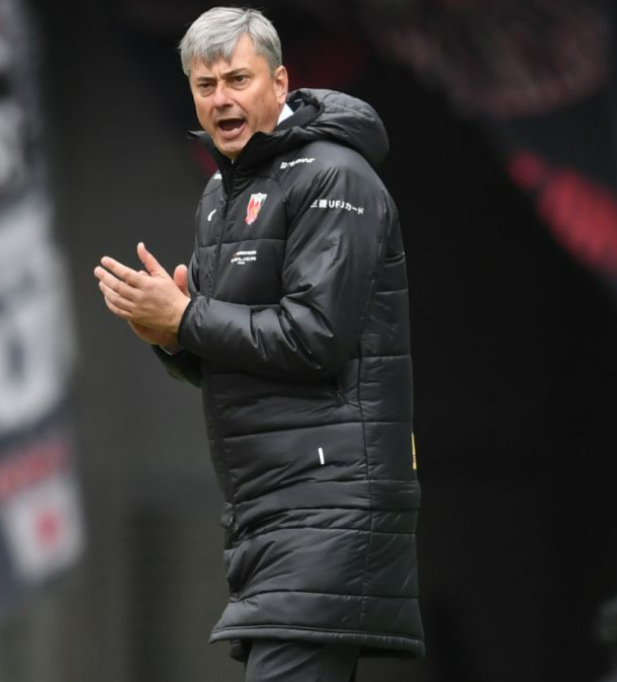
Maciej Skorża jako trener Urawa Red Diamonds (2023)

### Urawa Red Diamonds
10 listopada 2022 został trenerem japońskiego klubu Urawa Red Diamonds, z którym 6 maja 2023 wygrał rozgrywki Ligi Mistrzów AFC. Z końcem 2023 rozstał się z klubem, by powrócić do niego 27 sierpnia 2024. Prowadzi drużynę podczas Klubowych Mistrzostw Świata FIFA 2025.

## Sukcesy

### Wisła Kraków
- Ekstraklasa (2): 2007/08, 2008/09

### Lech Poznań
- Ekstraklasa (2): 2014/15, 2021/22
- Superpuchar Polski (1): 2015

### Dyskobolia Grodzisk Wielkopolski
- Puchar Polski (1): 2006/07
- Puchar Ekstraklasy (1): 2006/07

### Legia Warszawa
- Puchar Polski (2): 2010/11, 2011/12

### Urawa Red Diamonds
- Liga Mistrzów AFC (1): 2023

### Amica Wronki U-19
- Mistrzostwo Polski juniorów (1): 2002

### Indywidualne
- Trener Roku w Polsce (Piłka Nożna): 2011
- Trener sezonu podczas Gali Ekstraklasy: 2022